# 강남동 (춘천시)
강남동(江南洞)은 대한민국 강원특별자치도 춘천시에 있는 행정동이다.

## 역사와 현재
강남동(江南洞)은 북쪽으로는 소양동과 근화동, 약사명동이, 동쪽으로는 퇴계동과 경계를 마주하고 있다. 강남동은 행정동으로서, 온의동, 칠전동, 삼천동, 송암동의 4개의 법정동으로 구성되어 있다. 서울 - 춘천간 46번 국도가 맞닿은 지역으로 춘천 시내로 들어오는 관문이다. 특히, 온의동은 춘천시외버스터미널이 소재하고 있는 교통의 요충지역이다. 송암동과 삼천동에 걸쳐 있는 의암호와 주변의 공원은 호반의 도시 춘천을 상징하는 지역이다. 특히, 2010년 제11회 월드레저총회가 송암동 일대에서 개최되어 각종 레저경기가 펼쳐질 월드레저파크가 조성될 예정이다.

## 행정 구역
| 이름   | 한자   | 행정 지도 |
| ------ | ------ | --------- |
| 온의동 | 溫衣洞 |           |
| 삼천동 | 三川洞 |           |
| 송암동 | 松巖洞 |           |
| 칠전동 | 漆田洞 |           |

## 주요 시설

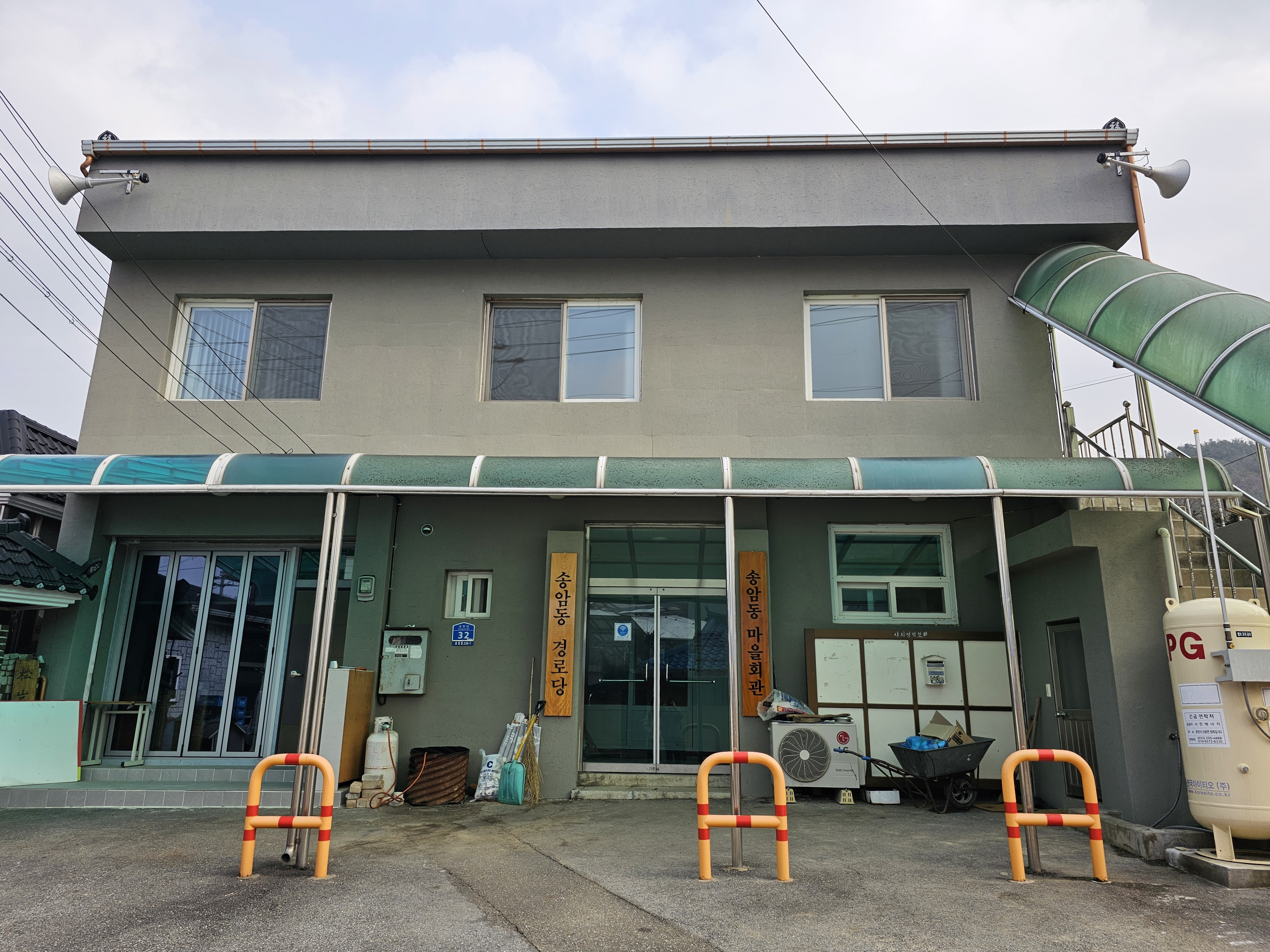
송암동 마을회관

### 관공서
- 한국전기안전공사 강원지역본부
- 강원지방조달청
- 강원특별자치도중도관리소
- 강원지방노동위원회
- 춘천시차량등록사업소
- 칠전동우체국
- 춘천경찰서 신동파출소
- 공무원연금관리공단 강원사무소
- 강원도립국악관현악단
- 국민연금공단춘천지사
- 한국에너지공단 강원도지부
- 강원권통일플러스센터

### 교육 시설
- 남춘천초등학교
- 신남초등학교
- 남춘천중학교
- 남춘천여자중학교
- 강원체육중학교
- 강원체육고등학교

### 교통 시설
- 춘천시외버스터미널
- 춘천고속버스터미널

### 문화 시설
- 춘천시립도서관
- KT&G 상상마당 춘천
- 의암빙상장
- 춘천종합운동장
- 봄내체육관
- 춘천송암스포츠타운 - 강원 FC의 홈구장
- 춘천시하키경기장
- 강원국악예술회관

### 방송국
- KBS춘천방송총국 (온의동)
- MBC 춘천문화방송 (삼천동)

## 유통
- 춘천풍물시장
- 롯데마트 춘천점
- 이마트 춘천점

## 아파트
| 단지명                   | 건설사   | 시행사                        | 주소                      | 입주        | 비고 |
| ------------------------ | -------- | ----------------------------- | ------------------------- | ----------- | ---- |
| 칠전대우 1차             | 대우건설 | 대우건설                      | 옛경춘로 492 (칠전동)     | 1999년 11월 |      |
| 칠전대우 2차             | 대우건설 | 대우건설                      | 칠전서길 15-2 (칠전동)    | 2002년 4월  |      |
| 춘천 센트럴타워 푸르지오 | 대우건설 | 대우건설                      | 방송길 77 (온의동)        | 2022년 3월  |      |
| 춘천 센트럴파크 푸르지오 | 대우건설 | 코리아신탁㈜ ㈜디에이치씨개발 | 스포츠타운길 501 (온의동) | 2021년 8월  |      |
| 온의 마젤란21            | 유진기업 | ㈜이츠원                      | 영서로 2329 (온의동)      | 2007년 7월  |      |

## 공원
- 춘천수변공원
- 삼천동생태공원
- 의암공원